# Fontanna Samsona w Kijowie
Fontanna Samsona (ukr. Фонтан Самсон) – jedna z najstarszych fontann Kijowa, będąca przykładem baroku kozackiego, w dzielnicy Padół. Została wybudowana w XVIII wieku, później zniszczona przez bolszewików w 1934 albo w 1935 roku i odbudowana w 1981 roku.